# Canterbury Museum

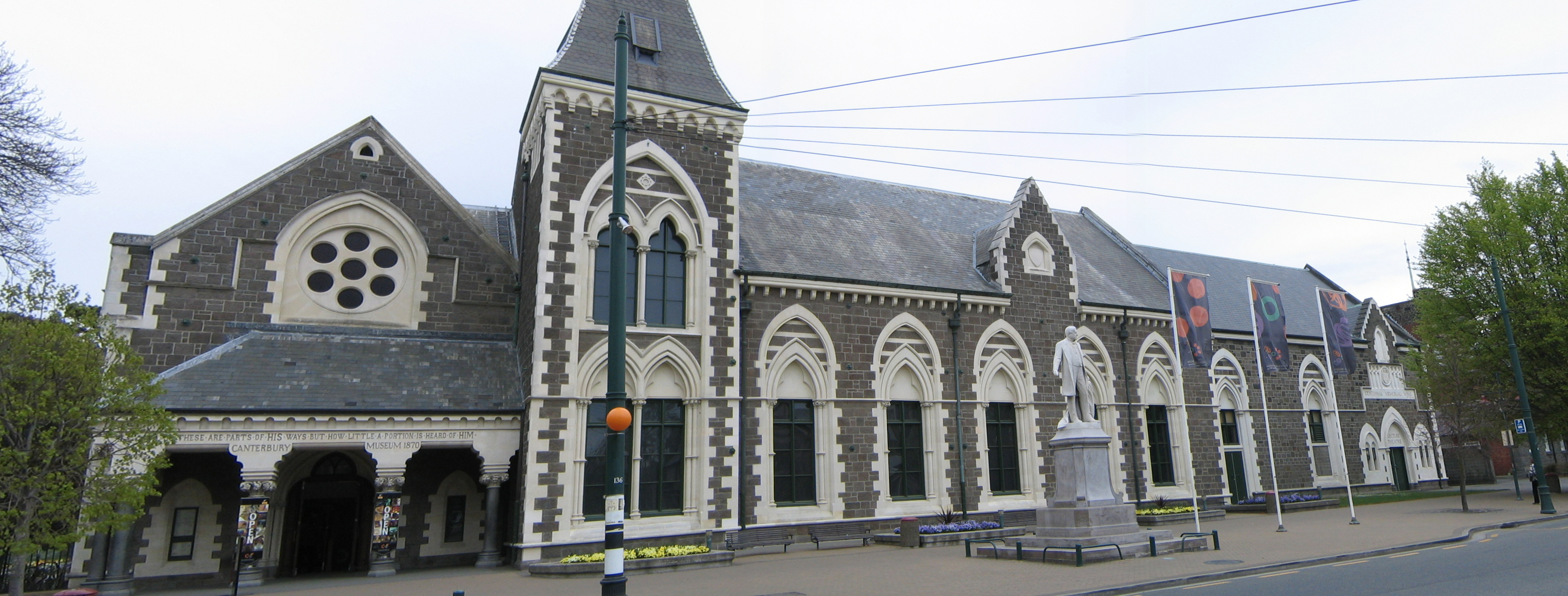
Moderne Fassade des Canterbury Museums

Das Canterbury Museum ist ein Museum, das sich in der neuseeländischen Stadt Christchurch befindet. Es beherbergt international beachtete Ausstellungen über die Antarktis, zeitgenössische Kostüme, die neuseeländische Avifauna (einschließlich ausgestorbener Arten), Insekten, die Geschichte der Konflikte zwischen den Maori und den Europäern in der Region Canterbury, die ornamentale Kunst aus Asien und die Naturgeschichte Canterburys. Daneben gibt es ein Dokumentenzentrum, in dem Recherchen über die Familien Canterburys betrieben werden können. Heute werden fast zwei Millionen Ausstellungsstücke im Museum aufbewahrt.

## Geschichte

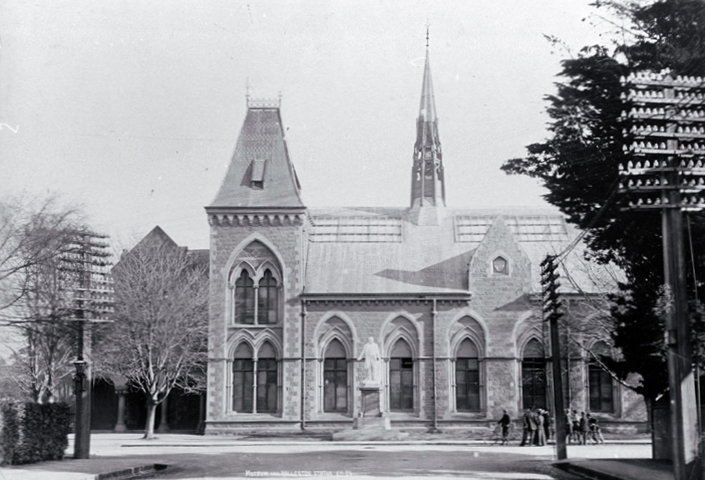
Alte Aufnahme des Museums (vermutlich zwischen 1906 und 1910 entstanden)

Im Dezember 1867 wurden die Ausstellungsstücke von Julius von Haast im Provincial Council Building der Öffentlichkeit zugänglich gemacht. Da der Ausstellungsraum für von Haasts große Sammlung nicht ausreichte, gab es einen öffentlichen Spendenaufruf für die Finanzierung eines Museums. Das übrige Geld wurde durch einen Zuschuss der Landesregierung aufgebracht. Als Ort für die Errichtung des neuen Gebäudes wurde die gegenüberliegende Seite des Botanischen Gartens ausgesucht. 1869 wurde der Architekt Benjamin Mountfort mit dem Entwurf des Museums beauftragt, das im Jahr 1882 fertiggestellt wurde. 1870 wurde der erste Abschnitt des Gebäudes eröffnet, der aus einem Einzelraum mit den Maßen 21,3 m × 10,6 m bestand. Der Rundgang war durch Kauriholzsäulen gestützt. Die Fassade wurde aus grauem Basalt aus dem Steinbruch Halswell errichtet. In der Folgezeit wurde das Museum erheblich verändert. 1872 entstand ein zweigeschossiger Flügel im viktorianisch-gotischen Stil. 1876 wurde ein wesentlicher Anbau fertiggestellt, der der heutigen Rolleston Avenue zugewandt ist. 1882 folgte die Überdachung der Innenhofs. Weitere Restaurierungen gab es erst wieder im Jahre 1958, als die der Rolleston Avenue zugewandte Fassade erweitert und ein neuer Flügel neben dem Christ’s College errichtet wurde. 1977 wurde ein weiterer Anbau durch HRH Philip Mountbatten, Duke of Edinburgh, feierlich eröffnet und nachfolgend zu Ehren von Roger Duff, Direktor des Museums zwischen 1948 und 1978, Roger-Duff-Flügel benannt. Dieser Flügel beherbergt die Antarktis-Ausstellung des Museums.
Zwischen 1987 und 1995 wurde das Museum schrittweise ausgebaut, renoviert und saniert, um die Erdbeben-Normen zu erfüllen. Ein vierstöckiger Trakt, in dem sich ein Ausstellungshof für Kurz- und Wanderausstellungen befindet, wurde 1995, zum 125. Jubiläum des Museums, eröffnet.
Beim Christchurch-Erdbeben vom Februar 2011 wurde das Museum beschädigt und konnte erst nach acht Monaten Restaurierungsarbeiten wiedereröffnet werden.

## Direktoren des Museums
- 1870–1887: Julius von Haast
- 1890–1892: Henry Ogg Forbes
- 1892–1905: Frederick Wollaston Hutton
- 1905–1906: Charles Chilton (Interimsdirektor)
- 1906–1914: Edgar Ravenswood Waite
- 1914–1935: Robert Speight
- 1935–1936: Edgar Percival (Interimsdirektor)
- 1935–1936: Robin Sutcliffe Allan (Interimsdirektor)
- 1937–1947: Robert Alexander Falla
- 1947–1948: Walter Reginald Brook Oliver (Interimsdirektor)
- 1948–1978: Roger Duff
- 1979–1983: John Crum Wilson
- 1983–1995: Michael Trotter
- seit 1996: Anthony Wright